# Marymont metróállomás
A Marymont egy metróállomás Varsóban a varsói M1-es metró vonalán.

## Szomszédos állomások
A metróállomáshoz az alábbi állomások vannak a legközelebb:
- Słodowiec (Młociny, M1-es metróvonal)
- Plac Wilsona (Kabaty, M1-es metróvonal)

## Átszállási kapcsolatok
| M1 (Młociny ↔ Kabaty) |                                                       |                         |
| Állomás               | Átszállási kapcsolatok                                | Fontosabb létesítmények |
| Marymont              | E-9, 110, 116, 132, 205, 326, 518, 705, 735 6, 17, 27 |                         |